# Lindernia
Genre
Lindernia, les Lindernies, est un genre de plantes à fleurs de la famille des Linderniaceae.

## Liste d'espèces
Selon Catalogue of Life (26 septembre 2017) :
- Lindernia alsinoides R. Br.
- Lindernia alterniflora (C. Wright) Alain
- Lindernia barkeri Wannan
- Lindernia beasleyi Wannan
- Lindernia benthamii Eb. Fisch., Schäferh. & Kai Müll.
- Lindernia brachyphylla Pennell
- Lindernia bryoides Eb. Fischer
- Lindernia calemeriana Sivar.
- Lindernia capensis Thunb.
- Lindernia conferta (Hiern) D. Philcox
- Lindernia congesta (A. Raynal) Eb. Fischer
- Lindernia dubia (L.) Pennell
- Lindernia grandiflora Nutt.
- Lindernia hyssopioides (L.) Haines
- Lindernia jiuhuanica X.H. Guo & X.L. Liu
- Lindernia lemuriana Eb. Fisch., Schäferh. & Kai Müll.
- Lindernia linearifolia (Engl.) Eb. Fischer
- Lindernia madagascariensis (Bonati) Eb. Fisch., Schäferh. & Kai Müll.
- Lindernia madayiparensis Ratheesh, Sunil & Nandakumar
- Lindernia manilaliana V.V. Sivarajan
- Lindernia minima (Benth.) Mukerjee
- Lindernia monroi (S. Moore) Eb. Fischer
- Lindernia monticola Muhl. ex Nutt.
- Lindernia multicaulis (Urb.) Alain
- Lindernia natans Eb. Fischer
- Lindernia paludosa (Bonati) Eb. Fischer
- Lindernia parviflora (Roxb.) Haines
- Lindernia procumbens (Krocker) Philcox
- Lindernia rotundata (Pilg.) Eb. Fischer
- Lindernia rotundifolia (L.) Alston
- Lindernia srilankana Cramer & Philcox
- Lindernia stantonii Wannan
- Lindernia tamilnadensis M.G.Prasad & Sunojk.
- Lindernia tridentata (Small) D.Q. Lewis
- Lindernia viguieri (Bonati) Eb. Fischer

Selon GRIN (26 septembre 2017) :
- Lindernia dubia (L.) Pennell
- Lindernia procumbens (Krock.) Philcox

Selon ITIS (26 septembre 2017) :
- Lindernia antipoda (L.) Alston
- Lindernia brucei Howard
- Lindernia ciliata (Colsmann) Pennell
- Lindernia crustacea (L.) F. Muell.
- Lindernia diffusa (L.) Wettst.
- Lindernia dubia (L.) Pennell
- Lindernia grandiflora Nutt.
- Lindernia monticola Nutt.
- Lindernia procumbens (Krock.) Philcox

Selon NCBI (26 septembre 2017) :
- Lindernia acicularis
- Lindernia antipoda
- Lindernia brevidens
- Lindernia ciliata
- Lindernia crassifolia
- Lindernia crustacea
- Lindernia diffusa
- Lindernia dubia
- Lindernia exilis
- Lindernia grandiflora
- Lindernia horombensis
- Lindernia micrantha
- Lindernia microcalyx
- Lindernia nummulariifolia
- Lindernia oliveriana
- Lindernia philcoxii
- Lindernia procumbens
- Lindernia pusilla
- Lindernia pygmaea
- Lindernia rotundifolia
- Lindernia ruellioides
- Lindernia senegalensis
- Lindernia setulosa
- Lindernia subracemosa
- Lindernia viguieri
- Lindernia welwitschii
- Lindernia yaundensis

Selon The Plant List (26 septembre 2017) :
- Lindernia abyssinica Engl.
- Lindernia alterniflora (C. Wright) A. H. Liogier
- Lindernia anagallis (Burm.f.) Pennell
- Lindernia andongensis (Hiern) Eb.Fisch.
- Lindernia andringitrae Eb. Fisch.
- Lindernia angolensis (Skan) Eb.Fisch.
- Lindernia antipoda (L.) Alston
- Lindernia blancoi (Merr.) Philcox
- Lindernia bolusii (Hiern) Eb.Fisch.
- Lindernia bonatii Eb. Fisch.
- Lindernia brachyphylla Pennell
- Lindernia brevidens Skan
- Lindernia brevipedunculata Migo
- Lindernia brucei R.A. Howard
- Lindernia bryoides Eb. Fisch.
- Lindernia ciliata (Colsm.) Pennell
- Lindernia conferta (Hiern) Philcox
- Lindernia congesta (A. Raynal) Eb. Fisch.
- Lindernia crassifolia (Engl.) Eb.Fisch.
- Lindernia crustacea (L.) F.Muell.
- Lindernia cyrtotricha Tsoong & T.C. Ku
- Lindernia delicatula Tsoong & T.C. Ku
- Lindernia dictyophora Tsoong
- Lindernia diffusa (L.) Wettst.
- Lindernia dongolensis E.A. Bruce
- Lindernia dubia (L.) Pennell
- Lindernia elata (Benth.) Wettst.
- Lindernia exilis Philcox
- Lindernia fugax R.G.N. Young
- Lindernia grandiflora Nutt.
- Lindernia horombensis Eb. Fisch.
- Lindernia humilis Bonati
- Lindernia hyssopoides (L.) Haines
- Lindernia intrepidus Oberm.
- Lindernia jiuhuanica X.H. Guo & X.L. Liu
- Lindernia kiangsiensis Tsoong
- Lindernia linearifolia (Engl.) Eb.Fisch.
- Lindernia longicarpa Eb. Fisch. & Hepper
- Lindernia macrobotrys Tsoong
- Lindernia megaphylla Tsoong
- Lindernia mexicana (S.Watson) T.Yamaz.
- Lindernia micrantha D. Don
- Lindernia microcalyx Pennell & Stehlé
- Lindernia mollis (Benth.) Wettst.
- Lindernia monroi (S. Moore) Eb. Fisch.
- Lindernia monticola Muhl. ex Nutt.
- Lindernia nana (Engl.) Roessler
- Lindernia natans Eb. Fisch.
- Lindernia newtonii Engl.
- Lindernia niamniamensis Eb. Fisch. & Hepper
- Lindernia nummulariifolia (D.Don) Wettst.
- Lindernia oblonga (Benth.) Merr. & Chun
- Lindernia paludosa (Bonati) Eb. Fisch.
- Lindernia parviflora (Roxb.) Haines
- Lindernia philcoxii Eb. Fisch.
- Lindernia procumbens (Krock.) Philcox
- Lindernia pulchella (Skan) Philcox
- Lindernia pusilla (Willd.) Bold.
- Lindernia pygmaea (Bonati) Eb. Fisch.
- Lindernia rotundifolia (L.) Alston
- Lindernia ruellioides (Colsm.) Pennell
- Lindernia scapoidea Eb. Fisch.
- Lindernia schweinfurthii (Engl.) Dandy
- Lindernia scutellariiformis T. Yamaz.
- Lindernia senegalensis (Benth.) Hiern
- Lindernia setulosa (Maxim.) Tuyama ex H. Hara
- Lindernia stemodioides (Miq.) Kerr
- Lindernia stictantha (Hiern) Skan
- Lindernia stricta Tsoong & T.C. Ku
- Lindernia subracemosa De Wild.
- Lindernia sudanica Eb. Fisch. & Hepper
- Lindernia syncerus R. Seine, Eb. Fischer & W. Barthlott
- Lindernia taishanensis F.Z. Li
- Lindernia tenuifolia (Colsm.) Alston
- Lindernia tridentata (Small) D.Q. Lewis
- Lindernia uvens Hiern
- Lindernia vandellioides (Benth.) Pennell ex G.M. Barroso
- Lindernia viguieri (Bonati) Eb. Fisch.
- Lindernia viscosa (Hornem.) Merr.
- Lindernia vogelii Skan
- Lindernia welwitschii (Engl.) Eb.Fisch.
- Lindernia wilmsii (Engl. & Diels) Philcox
- Lindernia yaoshanensis Tsoong
- Lindernia yaundensis (S. Moore) Eb. Fisch.
- Lindernia zanzibarica Eb. Fisch. & Hepper

Selon Tropicos (26 septembre 2017) (Attention liste brute contenant possiblement des synonymes) :
- Lindernia abyssinica Engl.
- Lindernia acicularis Eb. Fisch.
- Lindernia aculeata (Bonati) T. Yamaz.
- Lindernia alsinoides R. Br.
- Lindernia alterniflora (C. Wright) Alain
- Lindernia anagallidea (Michx.) Pennell
- Lindernia anagallis (Burm. f.) Pennell
- Lindernia andringitrae Eb. Fisch.
- Lindernia angolensis (Skan) Eb. Fisch.
- Lindernia angustifolia (Benth.) Wettst.
- Lindernia annamensis T. Yamaz.
- Lindernia antipoda (L.) Alston
- Lindernia aplectra W.R. Barker
- Lindernia aprica Kerr ex Barnett
- Lindernia attenuata H.L. Mühl. ex Elliott
- Lindernia bampsii Eb. Fisch.
- Lindernia barrosorum L.B. Sm.
- Lindernia benthamii Eb. Fisch., Schäferh. & Kai Müll.
- Lindernia bifolia Skan
- Lindernia blancoi (Merr.) Philcox
- Lindernia bolusii (Hiern) Eb. Fisch.
- Lindernia bonatii (T. Yamaz.) Philcox
- Lindernia boutiqueana R. Germ.
- Lindernia brachyphylla Pennell ex Steyerm.
- Lindernia bracteoides (Blatt. & Hallb.) Mukerjee
- Lindernia brevidens Skan
- Lindernia brevipedunculata Migo
- Lindernia brucei R.A. Howard
- Lindernia bryoides Eb. Fisch.
- Lindernia caespitosa (Blume) Panigrahi
- Lindernia cambodgiana (Bonati) Philcox
- Lindernia capensis Thunb.
- Lindernia capitata Eb. Fisch.
- Lindernia celebica Philcox
- Lindernia cephalantha T. Yamaz.
- Lindernia cerastioides T. Yamaz.
- Lindernia chinensis (T. Yamaz.) Philcox
- Lindernia chrysoplectra W.R. Barker
- Lindernia ciliata (Colsm.) Pennell
- Lindernia clausa (F. Muell.) F. Muell.
- Lindernia cleistandra W.R. Barker
- Lindernia conferta (Hiern) Philcox
- Lindernia congesta (A. Raynal) Eb. Fisch.
- Lindernia cordifolia (Colsm.) Merr.
- Lindernia cowiei W.R. Barker
- Lindernia crassifolia (Engl.) Eb. Fisch.
- Lindernia crenata Pennell
- Lindernia cruciformis Hayata
- Lindernia crustacea (L.) F. Muell.
- Lindernia cyrtotricha P.C. Tsoong & T.C. Ku
- Lindernia damblonii J. Duvign.
- Lindernia debilis Skan
- Lindernia delicatula P.C. Tsoong & T.C. Ku
- Lindernia dianthera Sw.
- Lindernia dictyophora P.C. Tsoong
- Lindernia diffusa (L.) Wettst.
- Lindernia dinteri Schinz
- Lindernia dongolensis E.A. Bruce
- Lindernia dubia (L.) Pennell
- Lindernia eberhardtii Bonati
- Lindernia elata (Benth.) Wettst.
- Lindernia ellobum (Benth.) Koord.
- Lindernia emarginata (T. Yamaz.) Philcox
- Lindernia erecta (Benth.) Bonati
- Lindernia eremophiloides W.R. Barker
- Lindernia estaminodiosa (Blatt. & Hallb.) Mukerjee
- Lindernia exilis Philcox
- Lindernia fasciculata Bonati
- Lindernia flava S. Moore
- Lindernia foliosa (Bonati) Bonati
- Lindernia fugax R.G.N. Young
- Lindernia glabra Philcox
- Lindernia gossweileri S. Moore
- Lindernia gracilis (Bonati) Bonati
- Lindernia grandiflora Nutt.
- Lindernia grossidentata O. Schwarz
- Lindernia harmandii (Bonati) T. Yamaz.
- Lindernia hartlii Eb. Fisch. & Hepper
- Lindernia hepperi (Eb. Fisch.) Philcox
- Lindernia hirta (Cham. & Schltdl.) Pennell
- Lindernia hookeri (C.B. Clarke ex Hook. f.) Wettst.
- Lindernia horombensis Eb. Fisch.
- Lindernia humilis Bonati
- Lindernia hypandra W.R. Barker
- Lindernia hyssopoides (L.) Haines
- Lindernia ilicifolia (Bonati) Philcox
- Lindernia insularis Skan
- Lindernia intrepidus Oberm.
- Lindernia japonica Thunb.
- Lindernia jiuhuanica X.H. Guo & X.L. Liu
- Lindernia junciformis (Bonati) T. Yamaz.
- Lindernia kerrii T. Yamaz.
- Lindernia khaoyaiensis T. Yamaz.
- Lindernia kiangsiensis P.C. Tsoong
- Lindernia kigomensis Eb. Fisch.
- Lindernia laotica (Bonati) Bonati
- Lindernia latifolia (Blume) Koord.
- Lindernia lemuriana Eb. Fisch., Schäferh. & Kai Müll.
- Lindernia ligulata (T. Yamaz.) Philcox
- Lindernia lindernioides (E.A. Bruce) Philcox
- Lindernia linearifolia (Engl.) Eb. Fisch.
- Lindernia lobelioides (Oliv.) Wettst.
- Lindernia longicarpa Eb. Fisch. & Hepper
- Lindernia longituba (T. Yamaz.) Philcox
- Lindernia macrobotrys P.C. Tsoong
- Lindernia macrosiphonia (F. Muell.) W.R. Barker
- Lindernia maculata Bonati
- Lindernia madagascariensis (Bonati) Eb. Fisch., Schäferh. & Kai Müll.
- Lindernia madayiparensis Ratheesh, Sunil & Nandakumar
- Lindernia madiensis Dandy
- Lindernia manilaliana Sivar.
- Lindernia maxwellii T. Yamaz.
- Lindernia mbalaensis Eb. Fisch.
- Lindernia megaphylla P.C. Tsoong
- Lindernia mexicana (S. Watson) T. Yamaz.
- Lindernia micrantha (Blatt. & Hallb.) V. Singh
- Lindernia microcalyx Pennell & Stehlé
- Lindernia microcarpaeoides Bonati
- Lindernia minima (Benth.) Mukerjee
- Lindernia mollis (Benth.) Wettst.
- Lindernia monroi (S. Moore) Eb. Fisch.
- Lindernia montana Hiern
- Lindernia montevidensis Spreng.
- Lindernia monticola Nutt.
- Lindernia multicaulis (Urb.) Alain
- Lindernia multiflora (Roxb.) Mukerjee
- Lindernia nana (Engl.) Rossler
- Lindernia natans Eb. Fisch.
- Lindernia neocaledonica S. Moore
- Lindernia nervosa (Hassk.) Koord.
- Lindernia newtonii Engl.
- Lindernia niamniamensis Eb. Fisch. & Hepper
- Lindernia noei Kerr ex Barnett
- Lindernia nummulariifolia (D. Don) Wettst.
- Lindernia nutans (T. Yamaz.) Philcox
- Lindernia oblonga (Benth.) Merr. & Chun
- Lindernia oliveriana Dandy
- Lindernia oppositifolia (Retz.) Mukh.
- Lindernia paludosa (Bonati) Eb. Fisch.
- Lindernia papuana Pennell
- Lindernia parviflora (Roxb.) Haines
- Lindernia pedunculata (Benth.) Wettst.
- Lindernia perennans (T. Yamaz.) Philcox
- Lindernia perennis P.A. Duvign.
- Lindernia perrieri (Bonati) Thulin
- Lindernia philippinensis Philcox
- Lindernia pierreana (Bonati) Bonati
- Lindernia pierreanoides T. Yamaz.
- Lindernia plantaginea (F. Muell.) F. Muell.
- Lindernia procumbens (Krock.) Philcox
- Lindernia pterogona T. Yamaz.
- Lindernia pubescens (Benth.) F. Muell.
- Lindernia pulchella (Skan) Philcox
- Lindernia punctata (Prain) Mukerjee
- Lindernia purpurea (Lebrun & Touss.) R. Germ.
- Lindernia pusilla (Willd.) Bold.
- Lindernia pygmaea (Bonati) Eb. Fisch.
- Lindernia pyxidaria All.
- Lindernia quinqueloba (Blatt. & Hallb.) Mukerjee
- Lindernia refracta Elliott
- Lindernia reptans (Roxb.) F. Muell.
- Lindernia rivularis Kerr ex Barnett
- Lindernia rotundata (Pilg.) Eb. Fisch.
- Lindernia rotundifolia (L.) Alston
- Lindernia ruellioides (Colsm.) Pennell
- Lindernia rupestris Engl.
- Lindernia saginiformis (Bonati) Bonati
- Lindernia satakei T. Yamaz.
- Lindernia saxicola M.A. Curtis
- Lindernia scabra (Benth.) Wettst.
- Lindernia scapigera R. Br.
- Lindernia scapoidea Eb. Fisch.
- Lindernia schweinfurthii (Engl.) Dandy
- Lindernia scutellariiformis T. Yamaz.
- Lindernia senegalensis (Benth.) Hiern
- Lindernia serpens Philcox
- Lindernia sesamoides Spreng.
- Lindernia sessiliflora (Benth.) Wettst.
- Lindernia setulosa (Maxim.) Tuyama ex H. Hara
- Lindernia spathacea (Bonati) Bonati
- Lindernia sphaerocarpa (Hassk.) Koord.
- Lindernia spinifida (Kerr ex Barnett) Philcox
- Lindernia srilankana L.H. Cramer & Philcox
- Lindernia stellariifolia Hayata
- Lindernia stemodioides (Miq.) Kerr
- Lindernia stictantha (Hiern) Skan
- Lindernia stolonifera T. Yamaz.
- Lindernia stricta P.C. Tsoong & T.C. Ku
- Lindernia stuhlmannii Engl.
- Lindernia subconnivens Philcox
- Lindernia subcrenulata (Miq.) Merr.
- Lindernia subracemosa De Wild.
- Lindernia subreniformis Philcox
- Lindernia subscaposa Mildbr.
- Lindernia subulata R. Br.
- Lindernia succosa (Kerr ex Barnett) Philcox
- Lindernia sudanica Eb. Fisch. & Hepper
- Lindernia suffruticosa Lisowski & Mielcarek
- Lindernia syncerus R. Seine, Eb. Fischer & W. Barthlott
- Lindernia taishanensis F.Z. Li
- Lindernia tectanthera W.R. Barker
- Lindernia tenuifolia (Colsm.) Alston
- Lindernia tenuis S. Moore
- Lindernia thorelii (Bonati) Bonati
- Lindernia thouarsii (Cham. & Schltdl.) Edwin
- Lindernia tonkinensis (Bonati) Bonati
- Lindernia tridentata (Small) D.Q. Lewis
- Lindernia udawnensis T. Yamaz.
- Lindernia ugandensis (Skan) Philcox
- Lindernia umbellata T. Yamaz.
- Lindernia urticifolia (Hance) Bonati
- Lindernia uvens Hiern
- Lindernia vandellioides (Benth.) Pennell ex G.M. Barroso
- Lindernia verbenifolia (Colsm.) Pennell
- Lindernia veronicifolia (Retz.) F. Muell.
- Lindernia verticillata (Mill.) Britton
- Lindernia viatica (Kerr ex Barnett) Philcox
- Lindernia viguieri (Bonati) Eb. Fisch.
- Lindernia viscosa (Hornem.) Merr.
- Lindernia vogelii Skan
- Lindernia welwitschii (Engl.) Eb. Fisch.
- Lindernia whytei Skan
- Lindernia wilmsii (Engl. ex Diels) Philcox
- Lindernia yaoshanensis P.C. Tsoong
- Lindernia yaundensis (S. Moore) Eb. Fisch.
- Lindernia zanzibarica Eb. Fisch. & Hepper